# Misión Permanente de México ante la Unesco
La Misión Permanente de México ante la Organización de las Naciones Unidas para la Educación, la Ciencia y la Cultura (UNESCO) es una misión diplomática de México ante la UNESCO, la cual se encuentra en la ciudad de París.
Estuvo representada por un embajador representante permanente hasta el 25 de enero de 2010, cuando la Secretaría de Relaciones Exteriores retiró a Homero Aridjis del cargo y el puesto fue asumido por el embajador de México en Francia Carlos de Icaza González. 
Desde agosto de 2019, el representante permanente es Juan José Bremer.

## Embajadores de México ante la UNESCO
| Representante | Periodo            | Nombrado por                  |
| --- | ------------------ | ----------------------------- |
| Manuel Martínez Báez | 1946 - 1947        | Manuel Ávila Camacho          |
| José Calvo Saucedo | 1947 - 1948        | Miguel Alemán Valdés          |
| Jaime Torres Bodet | 1948 - 1952        | Miguel Alemán Valdés          |
| Antonio Castro Leal | 1949 - 1952*       | Miguel Alemán Valdés          |
| Federico M. Siller Blanco (Encargado de negocios Ad Interim) | 1952 - 1956        | Miguel Alemán Valdés          |
| Antonio Castro Leal (Alterno) | 1953**             | Adolfo Ruiz Cortines          |
| Silvio Zavala | 1956 - 1963        | Adolfo Ruiz Cortines          |
| José Luis Martínez Rodríguez | 1963 - 1964        | Adolfo López Mateos           |
| Manuel Alcalá Anaya | 1965 - 1970        | Gustavo Díaz Ordaz            |
| Francisco Cuevas Cancino | 1970 - 1976        | Gustavo Díaz Ordaz            |
| Rodolfo Navarrete Tejero | 1976 - 1977        | Luis Echeverría Álvarez       |
| Porfirio Muñoz Ledo | 1977               | José López Portillo           |
| Luis Echeverría Álvarez | 1977 - 1978        | José López Portillo           |
| Víctor Flores Olea | 1978 - 1982        | José López Portillo           |
| Luis Villoro | 1983 - 1987        | Miguel de la Madrid Hurtado   |
| Miguel León-Portilla | 1987 - 1992***     | Miguel de la Madrid Hurtado   |
| Luis Eugenio Todd Pérez | 1992 - 1995***     | Carlos Salinas de Gortari     |
| Mario Ojeda Gómez | 1995 - 1998***     | Ernesto Zedillo Ponce de León |
| Eraclio Zepeda | 1999 - 2001        | Ernesto Zedillo Ponce de León |
| Javier Barros Valero | 2001 - 2004        | Vicente Fox Quesada           |
| Pablo Latapí Sarre | 2005 - 2007***     | Vicente Fox Quesada           |
| Homero Aridjis | 2007 - 2010        | Felipe Calderón Hinojosa      |
| Carlos de Icaza González**** | 2010 - 2012        | Felipe Calderón Hinojosa      |
| Porfirio Thierry Muñoz Ledo | 2013 - 2016        | Enrique Peña Nieto            |
| Andrés Roemer Slomianski | 2016               | Enrique Peña Nieto            |
| Federico Salas Lotfe | 2017 - 2019        | Enrique Peña Nieto            |
| Juan José Bremer | 2019 - En el cargo | Andrés Manuel López Obrador   |
| *Castro Leal asume la Representación Permanente mientras Jaime Torres Bodet se ocupa de la Dirección General de UNESCO. **Se le nombró embajador extraordinario y plenipotenciario por 20 días para asistir a la reunión del Consejo Ejecutivo de la UNESCO. ***Ricardo Villanueva Hallal (1988-1989), María Cristina de la Garza Sandoval (1991-1993), Zadalinda González y Reynero (1993-1998) y Alfredo Miranda Ortiz (2005) se desempeñaron como Representantes Alternos. ****El 25 de enero de 2010 es cerrada la representación ante este organismo y el Embajador de México en Francia, Carlos de Icaza asume la representación. Es restablecida en 2013. |                    |                               |